# Fatma Boussaha
Pour les articles homonymes, voir Boussaha.
Fatma Boussaha (arabe : فاطمة بوساحة), née le 22 janvier 1942 à Zaghouan et morte le 27 octobre 2015, est une chanteuse tunisienne de mezoued.

## Biographie
Elle interprète plusieurs titres comme Ya ami echiffour (Hé mon oncle le chauffeur) et Ya karhebt Kamel (Hé la voiture de Kamel), mais c'est sa chanson Achchibani wassa (Laisse passer le vieillard) en 1999 qui consacre sa notoriété. Son dernier titre, Trabek ghali ya touness date de 2011.
Longtemps marginalisée par les médias, elle s'impose peu à peu comme une valeur sûre de la chanson populaire tunisienne.
À la fin de sa vie, touchée par le cancer, elle se retrouve seule face à son combat, conduisant le ministère de la Culture à prendre en charge ses soins dans le cadre de son programme d'aide aux artistes. Elle est inhumée au cimetière du Djellaz à Tunis.